# If You Were a Woman (And I Was a Man)
If You Were a Woman (And I Was a Man) è una canzone di Bonnie Tyler, scritta dalla cantante insieme a Desmond Child. Fu estratta come singolo dall'album Secret Dreams and Forbidden Fire del 1986. In molti hanno notato la somiglianza di tale canzone con You Give Love a Bad Name dei Bon Jovi, pubblicato lo stesso anno e co-scritta sempre da Desmond Child. Si può notare una somiglianza anche con Where were you last night di Ankie Bagger. La melodia del ritornello è stata riutilizzata da Ava Max per il singolo Kings & Queens del 2020.

## Tracce
7" single
1. If You Were a Woman (And I Was a Man) — 4:00
2. Under Suspicion — 4:20

12" maxi
1. If You Were a Woman (And I Was a Man) (extended version)
2. Under Suspicion
3. Straight from the Heart